# Ectomychus tappanus
Ectomychus tappanus là một loài bọ cánh cứng trong họ Endomychidae. Loài này được Ohta miêu tả khoa học năm 1931.